# Luculia gratissima
Espèce
Classification APG III (2009)
Luculia gratissima est une espèce végétale ornementale de la famille des Rubiacées. Elle est originaire de  l'Himalaya, (Népal à  Assam, Tibet), Indochine et Yunnan.
C'est un arbrisseau atteignant 3 à 4 m de haut à l'écorce grisâtre, aux feuilles opposées elliptiques pétiolées et aux fleurs tubuleuses roses délicatement parfumées.

## Référence
- (en) A. Pink, Gardening for the Million, Project Gutenberg Literary Archive Foundation, 2004 (lire en ligne)